# Pythagorio (Gemeindebezirk)
Der Gemeindebezirk Pythagorio (griechisch Δημοτική Ενότητα Πυθαγορείου Dimotikí Enótita Pythagoríou) ist einer von zwei Gemeindebezirken der Gemeinde Anatoliki Samos auf der griechischen Insel Samos in der Region Nördliche Ägäis. 

## Lage
Mit einer Fläche von 165,635 Quadratkilometern ist Pythagorio der flächengrößte Gemeindebezirk der Insel. Der Gemeindebezirk liegt im Südosten der Insel ein und ist in vier Stadtbezirke und sieben Ortsgemeinschaften untergliedert. Angrenzende Gemeindebezirke sind Vathy im Norden und Nordosten, Karlovasia im Nordwesten und Marathokambos im Westen. 

## Geschichte
1918 als Landgemeinde Tigani (Κοινότητα Τηγανίου Kinótita Tiganíou) gegründet und 1955 umbenannt, wurde Pythagorio 1989 zur Stadtgemeinde (dimos) erhoben. Durch den Zusammenschluss mit zehn seit 1918 bestehenden Landgemeinden (Kinotites Κοινότητες) in Folge der Gemeindereform 1997 vergrößerte sich das Gemeindegebiet erheblich, von 5,301 auf 164,662 Quadratkilometer. Verwaltungssitz war die gleichnamige Kleinstadt Pythagorio. Mit der Verwaltungsreform 2010 ging Pythagorio in der Gemeinde Samos auf, die die gesamte Insel umfasste. Durch die Auftrennung der Insel in zwei Gemeinden wurde der Gemeindebezirk Pythagorio (Δημοτική Ενότητα Πυθαγορείου Dimotikí Enótita Pythagoríou) der Gemeinde Anatoliki Samos zugeschlagen.
| Stadtbezirk Ortsgemeinschaft | griechischer Name              | Code     | Fläche (km²) | Einwohner 2001 | Einwohner 2011 | Einwohner 2021 | Dörfer und Siedlungen                                                                                    |
| ---------------------------- | ------------------------------ | -------- | ------------ | -------------- | -------------- | -------------- | --- |
| Pythagorio                   | Δημοτική Κοινότητα Πυθαγορείου | 56010401 | 05,385       | 1642           | 1500           | 1537           | Pythagorio, Karpovoulos, Nea Poli, Poundes                                                               |
| Koumaradei                   | Τοπική Κοινότητα Κουμαραδαίων  | 56010402 | 08,856       | 0158           | 0130           | 092            | Koumaradei                                                                                               |
| Mavratzei                    | Τοπική Κοινότητα Μαυρατζαίων   | 56010403 | 07,865       | 0401           | 0301           | 0271           | Mavratzei                                                                                                |
| Mesogio                      | Τοπική Κοινότητα Μεσογείου     | 56010404 | 14,356       | 0143           | 0109           | 0108           | Mesogio                                                                                                  |
| Myli                         | Τοπική Κοινότητα Μύλων         | 56010405 | 10,591       | 0265           | 0248           | 0235           | Myli |
| Mytilinii                    | Δημοτική Κοινότητα Μυτιληνιών  | 56010406 | 35,094       | 2437           | 2107           | 1870           | Mytilinii, Kamara, Moni Agia Triadas, Potami Mesokambou, Rizovrachos                                     |
| Pagondas                     | Δημοτική Κοινότητα Παγώνδου    | 56010407 | 33,754       | 1294           | 1395           | 1347           | Pagondas, Ireo, Kolona                                                                                   |
| Pandroso                     | Τοπική Κοινότητα Πανδρόσου     | 56010408 | 10,872       | 0166           | 0109           | 081            | Pandroso                                                                                                 |
| Pyrgos                       | Τοπική Κοινότητα Πύργου        | 56010409 | 12,173       | 0562           | 0419           | 0341           | Pyrgos                                                                                                   |
| Spatharei                    | Τοπική Κοινότητα Σπαθαραίων    | 56010410 | 15,794       | 0438           | 0337           | 0226           | Spatharei, Avandi, Apostolos Pavlos, Vergi, Kalogeriko, Kyrgianni, Limnonaki, Metochi, Samiopoula, Sykia |
| Chora                        | Δημοτική Κοινότητα Χώρας       | 56010411 | 10,895       | 1497           | 1340           | 1410           | Chora, Potokaki                                                                                          |
| Gesamt                       | Gesamt                         | 560104   | 165,635      | 9003           | 7996           | 7517           | |